# 두루치기
두루치기는 소고기, 돼지고기, 낙지, 조갯살 등에 김치, 대파 등 여러 가지 채소를 넣고 국물이 조금 있는 상태에서 볶듯이 끓여 조려내는 향토 음식이다. 찌개와 볶음의 중간 종류라고 할 수 있다. 비슷한 음식으로는 김치찌개가 있다. 경상도와 전라도, 충청도 등 지방마다 나름대로의 특색이 있는 두루치기가 전해지며, 이름만 같을 뿐 재료와 조리법이 제각각이다. 주재료에 따라 돼지두루치기나 두부두루치기, 삼겹살두루치기, 오징어두루치기, 닭두루치기 등으로 다양하게 불린다.

## 어원 유래
두루치기란 뜻은 '한 가지 물건을 여기저기 두루 쓰는 것'이나 “한 사람이 여러 방면에 능통함. 또는 그런 사람”이라는 뜻 즉 팔방미인이라는 의미를 가지고 있다. 따라서 두루치기 음식이란 두루두루 누구에게나 입맛에 맞는 음식이라는 뜻을 가져다는 설이 있다. 또 다른 설은 대전에 있는 '진로집'이라는 식당에서 유래했다는 설이다. 1969년에 시작한 이 식당에서는 손님들이 술안주로 만들어준 두부요리를 좋아해 주인에게 "두부를 맛있게 매쳐라, 두루 쳐 내와봐라"라고 주문하다가 이것이 '두부두루치기'로 변했다고 주장한다.

## 요리법
경남지방의 두루치기는 여러 가지 재료를 넣어 전골처럼 국물이 있게 만드는 것이 특색이다. 다듬은 콩나물·무채·배추 속줄기·박고지 등의 채소와 쇠고기·간·처녑 등의 육류, 표고버섯·송이버섯 등의 재료를 채썰어 따로따로 볶아서 모은 다음 양념장을 만들어 간을 맞추고, 물을 부어 고기의 국물이 다른 재료에 밸 정도로 끓이다가 쑥갓을 넣고 미리 풀어 놓은 달걀을 끼얹는다. 이것이 익으면 실고추·실잣·볶은은행 등과 같은 고명을 얹어 상에 낸다.
경북지방에서는 주재료를 돼지고기와 김치를 이용한다. 대강 익힌 고기에 고추장과 고춧가루, 다진마늘 등의 양념을 넣어 볶은 다음, 다시 각종 야채를 넣어 볶아서 완성한다. 충청도 지역에서는 두부와 쇠고기, 배추속대, 버섯, 호박고지 등을 함께 볶아 만든 두부두루치기를 향토음식으로 즐겨 먹는다.

## 같이 보기
- 두부두루치기
- 돼지고기두루치기